# Gavate Thevaru, Shimoga
Gavate Thevaru là một làng thuộc tehsil Shimoga, huyện Shimoga, bang Karnataka, Ấn Độ.